# Hosaka Kazunari
Kazunari Hosaka (sinh ngày 24 tháng 3 năm 1983) là một cầu thủ bóng đá người Nhật Bản.

## Sự nghiệp câu lạc bộ
Kazunari Hosaka đã từng chơi cho Ventforet Kofu và Fagiano Okayama.